# Adaranthe, Sagar
Adaranthe là một làng thuộc tehsil Sagar, huyện Shimoga, bang Karnataka, Ấn Độ.